# Frankie Frisch
Pour les articles homonymes, voir Frisch.
Francis « Frankie » Frisch (né le 9 septembre 1898, mort le 12 mars 1973 ) était un joueur professionnel de baseball américain qui a évolué dans la Ligue majeure de baseball. Né dans le borough du Bronx, il fut diplômé de l'Université Fordham dont il était la star de l'équipe de baseball. Il fut d'ailleurs surnommé l'éclair de Fordham (Fordham Flash) et mena une brillante carrière de joueur aux Giants de New York entre 1919 et 1926 puis aux Cardinals de Saint-Louis de 1927 à 1937. Il fut par la suite manager de plusieurs équipes professionnelles. Il avait la particularité de pouvoir frapper à la batte à gauche comme à droite, et il lançait avec sa main droite.